# Institut privé de préparation aux études supérieures
L'Institut privé de préparation aux études supérieures (Groupe Ipesup) est un établissement privé laïc hors contrat de préparation aux concours des grandes écoles.
Le Groupe Ipesup est constitué de trois établissements : Ipesup, Prépasup et Optimal Sup-Spé.

## Présentation
Historiquement basé près de Notre-Dame, à Paris, et désormais implanté dans le 6e arrondissement, boulevard Raspail, Ipesup propose des programmes de préparation aux concours d'entrée des grandes écoles de commerce, des grandes écoles d’ingénieurs, de Sciences Po et de l’ENA. 
Il propose également des formations courtes, des stages intensifs et des cycles de formation continue pour préparer aux écoles de commerce et d'ingénieurs post-baccalauréat, aux études de santé, aux écoles de journalisme, à l’expertise comptable ou aux certifications en anglais.

## Historique
L’Institut privé de préparation aux études supérieures (groupe IPESUP) est créé en 1974 par deux anciens élèves de l'École normale supérieure: Gérard Larguier et Patrick Noël.
Le Groupe Ipesup est repris en 2017, par Bertrand Leonard, cofondateur de la société d'investissements financiers Exane et alors président de la fondation HEC et ancien élève de l’Ipesup.
En 2017, à la suite de l'instauration de l'affectation des lycéens via Affelnet, Ipésup déclare vouloir ouvrir un lycée de 30 classes,. En 2023, l'établissement revendique 100 % de réussite et 93 % de mentions Bien et Très Bien sur trois ans au baccalauréat.

## Fonctionnement
Le groupe est constitué de trois établissements :
- Ipesup ;
- Prépasup ;
- Optimal Sup-Spé.

L'intégralité des formations (stages et classes annuelles) se déroulent au sein de l'unique campus Ipesup au coeur du 6e arrondissement de Paris, sur 2 400 m², au 101 boulevard Raspail.
La sélection s'effectue en dehors de la plateforme numérique Parcoursup et est limitée à une centaine d'intégrations par an pour Ipésup[source insuffisante]. L'établissement est qualifié d'« élitiste »,, du fait des frais de scolarité s’élevant à près de 10 000 €/an en 2018[source insuffisante].
L'établissement obtient en 2020 selon la revue L'Étudiant un taux d'admission de 80 % dans l'une des trois grandes commerciales.

## Classement des CPGE
Le classement national des classes préparatoires aux grandes écoles (CPGE) se fait en fonction du taux d'admission des élèves dans les grandes écoles. En 2023, Challenges et L'Étudiant donnaient le classement suivant :
| Filière | Élèves admis dans une grande école* | Taux d'admission* | Classement national | Évolution sur un an |
| --- | ----------------------------------- | ----------------- | ------------------- | ------------------- |
| ECE | 35 / 64 élèves                      | 54,7%             | 3e sur 104          | 1                   |
| ECS | 32 / 54 élèves                      | 59,3%             | 7e sur 54           | =                   |
| Source : Classement 2023 des prépas - L'Étudiant (Concours de 2022).et Classement 2023 des prépas économiques - Challenges (Concours de 2022) * le taux d'admission dépend des grandes écoles retenues par l'étude. Par exemple, en filière ECE et ECS, ce sont HEC, ESSEC, et l'ESCP |                                     |                   |                     |                     |

## Quelques personnalités liées

### Enseignants
- Emmanuel Combe, enseignant à la prep'ÉNA[17]
- Christophe Cervellon, professeur de philosophie en classes préparatoires[18]
- Pascal Gauchon, professeur d'histoire-géographie et Géopolitique en classes préparatoires[19]
- Laurence Hansen-Løve, professeur de philosophie en classes préparatoires[20]
- Mokhtar Lakehal, professeur d'économie en classes préparatoires[21]
- Benjamin Lancar, enseignant à la prep'ÉNA[17]
- Emmanuelle Mignon, enseignante à la prep'ÉNA[17]

### Anciens enseignants
- Éric Cobast, professeur de philosophie en classes préparatoires[22]
- Richard Descoings, ancien directeur de l'IEP de Paris
- Emmanuel Macron, homme politique et chef d'état français[2]
- Frédéric Teulon, enseignant en classe préparatoire[23]

### Anciens élèves
- Frédéric Beigbeder, IEP Paris, écrivain[24]
- Dominique Reynier, IEP Paris, professeur de sciences politiques[24]
- François-Henri Pinault, HEC, PDG de Kering[24]
- Françoise Bettencourt Meyers, membre du comité de direction de L'Oréal[25]
- Claude Chirac, IEP Paris, conseillère en communication, fille de Jacques Chirac[25]
- Déborah Münzer, ESSEC, femme politique[26]
- Gabriel Naouri, DG adjoint du Groupe Casino[25]
- Fleur Pellerin, ESSEC, ancienne ministre de la Culture[27]
- Stéphane Valéri, ESCP, personnalité politique monégasque[28]
- Jean-Christophe Napoléon, descendant de la dynastie Bonaparte et prétendant au trône impérial français
- Agnès Pannier-Runacher, HEC, ministre de la Transition énergétique
- Jonathan Cherki, ESSEC, PDG de Contentsquare
- Youssef Chraibi, PDG de Outsourcia
- Jérémy Hodara, HEC, Cofondateur de Jumia
- Maxime Lefebvre, diplomate

## Annexe